# Campeonato Profesional 1979
Il Campeonato Profesional 1979 fu la 32ª edizione della massima serie del campionato colombiano di calcio, e fu vinta dall'América.

## Avvenimenti
Ai gironi semifinali da 4 squadre (denominati Cuadrangulares semifinales) hanno accesso le 8 squadre meglio posizionate nella classifica complessiva (Apertura+Finalización). Il Finalización è composto da due gironi: il girone A è composto dalle prime 7 dell'Apertura, mentre il B dalle ultime 7. Vengono formati degli abbinamenti tra squadre dei due gruppi: ciascuna squadra del gruppo A è abbinata a una squadra del gruppo B. Quando la squadra del gruppo B incontra l'avversaria del gruppo A cui è abbinata, gioca due partite in casa e una in trasferta.

## Partecipanti
- América de Cali
- Atlético Bucaramanga
- Atlético Junior
- Atlético Nacional
- Cúcuta Deportivo
- Deportes Quindío
- Deportes Tolima
- Deportivo Cali
- Deportivo Pereira
- Independiente Medellín
- Millonarios
- Santa Fe
- Unión Magdalena
- Varta Caldas

## Torneo Apertura
|  | Pos. | Squadra                | Pt | G  | V  | N  | P  | GF | GS | DR  |
|  | ---- | ---------------------- | -- | -- | -- | -- | -- | -- | -- | --- |
|  | 1.   | Deportivo Cali         | 34 | 26 | 13 | 8  | 5  | 37 | 27 | +10 |
|  | 2.   | América de Cali        | 34 | 26 | 13 | 8  | 5  | 29 | 19 | +10 |
|  | 3.   | Varta Caldas           | 33 | 26 | 13 | 7  | 6  | 42 | 24 | +18 |
|  | 4.   | Atlético Junior        | 32 | 26 | 13 | 6  | 7  | 36 | 27 | +9  |
|  | 5.   | Unión Magdalena        | 27 | 26 | 9  | 9  | 8  | 27 | 25 | +2  |
|  | 6.   | Independiente Medellín | 27 | 26 | 9  | 9  | 8  | 34 | 30 | +4  |
|  | 7.   | Santa Fe               | 26 | 26 | 5  | 16 | 5  | 34 | 33 | +1  |
|  | 8.   | Millonarios            | 26 | 26 | 11 | 4  | 11 | 42 | 37 | +5  |
|  | 9.   | Atlético Nacional      | 24 | 26 | 8  | 8  | 10 | 32 | 38 | -6  |
|  | 10.  | Deportes Quindío       | 24 | 26 | 7  | 10 | 9  | 27 | 24 | +3  |
|  | 11.  | Atlético Bucaramanga   | 23 | 26 | 8  | 7  | 11 | 34 | 38 | -4  |
|  | 12.  | Deportivo Pereira      | 22 | 26 | 8  | 6  | 12 | 33 | 37 | -4  |
|  | 13.  | Cúcuta Deportivo       | 22 | 26 | 6  | 10 | 10 | 27 | 40 | -13 |
|  | 14.  | Deportes Tolima        | 10 | 26 | 2  | 6  | 18 | 23 | 58 | -35 |

Legenda:

         Qualificato ai gironi semifinali; inserito nel gruppo A.
         Inserito nel gruppo A.
         Inserito nel gruppo B.
Note:
Due punti a vittoria, uno a pareggio, zero a sconfitta.

### Spareggio per il 1º posto

#### Andata
| Cali 28 giugno 1979 | América   | 0 – 0 referto | Deportivo Cali | Estadio Olímpico Pascual Guerrero\| Arbitro: \| Pestarino \| |
| Arbitro:            | Pestarino |               |                |                                                              |

#### Ritorno
| Cali 1º luglio 1979 | Deportivo Cali | 0 – 0 referto | América | Estadio Olímpico Pascual Guerrero\| Arbitro: \| Pestarino \| |
| Arbitro:            | Pestarino      |               |         |                                                              |

Deportivo Cali campione dell'Apertura in virtù del maggior numero di gol segnati nel corso del torneo.

## Torneo Finalización
Abbinamenti: América-Atl. Bucaramanga; Dep. Cali-Cúcuta; Ind. Medellín-Atl. Nacional; Junior-Dep. Tolima; Millonarios-Santa Fe; Unión Magdalena-Dep. Quindío; Varta Caldas-Dep. Pereira.

### Gruppo A
|  | Pos. | Squadra                | Pt | G  | V  | N | P  | GF | GS | DR  |
|  | ---- | ---------------------- | -- | -- | -- | - | -- | -- | -- | --- |
|  | 1.   | América de Cali        | 31 | 21 | 13 | 5 | 3  | 33 | 14 | +19 |
|  | 2.   | Deportivo Cali         | 27 | 21 | 11 | 5 | 5  | 30 | 21 | +9  |
|  | 3.   | Unión Magdalena        | 25 | 21 | 10 | 5 | 6  | 24 | 20 | +4  |
|  | 4.   | Atlético Junior        | 22 | 21 | 7  | 8 | 6  | 25 | 24 | +1  |
|  | 5.   | Millonarios            | 21 | 21 | 7  | 7 | 7  | 35 | 26 | +9  |
|  | 6.   | Varta Caldas           | 18 | 21 | 7  | 4 | 10 | 34 | 29 | +5  |
|  | 7.   | Independiente Medellín | 11 | 21 | 3  | 5 | 13 | 15 | 42 | -27 |

Note:
Due punti a vittoria, uno a pareggio, zero a sconfitta.

### Gruppo B
|  | Pos. | Squadra              | Pt | G  | V  | N  | P  | GF | GS | DR  |
|  | ---- | -------------------- | -- | -- | -- | -- | -- | -- | -- | --- |
|  | 1.   | Deportivo Pereira    | 27 | 21 | 11 | 5  | 5  | 42 | 32 | +10 |
|  | 2.   | Atlético Nacional    | 23 | 21 | 5  | 13 | 3  | 26 | 23 | +3  |
|  | 3.   | Deportes Quindío     | 22 | 21 | 7  | 8  | 6  | 26 | 21 | +5  |
|  | 4.   | Santa Fe             | 22 | 21 | 7  | 8  | 6  | 32 | 28 | +4  |
|  | 5.   | Atlético Bucaramanga | 19 | 21 | 7  | 5  | 9  | 27 | 36 | -9  |
|  | 6.   | Cúcuta Deportivo     | 13 | 21 | 1  | 11 | 9  | 19 | 31 | -12 |
|  | 7.   | Deportes Tolima      | 13 | 21 | 3  | 7  | 11 | 16 | 37 | -21 |

Note:
Due punti a vittoria, uno a pareggio, zero a sconfitta.

## Classifica complessiva
|  | Pos. | Squadra                | Pt | G  | V  | N  | P  | GF | GS | DR  |
|  | ---- | ---------------------- | -- | -- | -- | -- | -- | -- | -- | --- |
|  | 1.   | América de Cali        | 65 | 47 | 26 | 13 | 8  | 62 | 33 | +29 |
|  | 2.   | Deportivo Cali         | 61 | 47 | 24 | 13 | 10 | 67 | 48 | +19 |
|  | 3.   | Atlético Junior        | 54 | 47 | 20 | 14 | 13 | 61 | 51 | +10 |
|  | 4.   | Unión Magdalena        | 52 | 47 | 19 | 14 | 14 | 51 | 45 | +6  |
|  | 5.   | Varta Caldas           | 51 | 47 | 20 | 11 | 16 | 76 | 53 | +23 |
|  | 6.   | Deportivo Pereira      | 49 | 47 | 19 | 11 | 17 | 75 | 69 | +6  |
|  | 7.   | Santa Fe               | 48 | 47 | 12 | 24 | 11 | 66 | 61 | +5  |
|  | 8.   | Millonarios            | 47 | 47 | 18 | 11 | 18 | 77 | 63 | +14 |
|  | 9.   | Atlético Nacional      | 47 | 47 | 13 | 21 | 13 | 58 | 61 | -3  |
|  | 10.  | Deportes Quindío       | 46 | 47 | 14 | 18 | 15 | 53 | 45 | +8  |
|  | 11.  | Atlético Bucaramanga   | 42 | 47 | 15 | 12 | 20 | 61 | 74 | -13 |
|  | 12.  | Independiente Medellín | 38 | 47 | 12 | 14 | 21 | 49 | 72 | -23 |
|  | 13.  | Cúcuta Deportivo       | 35 | 47 | 7  | 21 | 19 | 46 | 71 | -25 |
|  | 14.  | Deportes Tolima        | 23 | 47 | 5  | 13 | 29 | 39 | 95 | -56 |

Legenda:
         Qualificato ai gironi semifinali.
Note:
Due punti a vittoria, uno a pareggio, zero a sconfitta.

## Gironi semifinali

### Gruppo A
|  | Pos. | Squadra           | Pt | G | V | N | P | GF | GS | DR |
|  | ---- | ----------------- | -- | - | - | - | - | -- | -- | -- |
|  | 1.   | Atlético Junior   | 8  | 6 | 3 | 2 | 1 | 6  | 3  | +3 |
|  | 2.   | América de Cali   | 6  | 6 | 2 | 2 | 2 | 6  | 7  | -1 |
|  | 6.   | Deportivo Pereira | 5  | 6 | 1 | 3 | 2 | 5  | 7  | -2 |
|  | 7.   | Atlético Nacional | 5  | 6 | 1 | 3 | 2 | 8  | 8  | 0  |

Legenda:
         Qualificato al girone finale.
Note:
Due punti a vittoria, uno a pareggio, zero a sconfitta.

### Gruppo B
|  | Pos. | Squadra         | Pt | G | V | N | P | GF | GS | DR |
|  | ---- | --------------- | -- | - | - | - | - | -- | -- | -- |
|  | 1.   | Unión Magdalena | 7  | 6 | 2 | 3 | 1 | 5  | 2  | +3 |
|  | 2.   | Santa Fe        | 7  | 6 | 2 | 3 | 1 | 9  | 6  | +3 |
|  | 6.   | Deportivo Cali  | 6  | 6 | 1 | 4 | 1 | 5  | 4  | +1 |
|  | 7.   | Varta Caldas    | 4  | 6 | 1 | 2 | 3 | 5  | 12 | -7 |

Legenda:
         Qualificato al girone finale.
Note:
Due punti a vittoria, uno a pareggio, zero a sconfitta.

## Girone finale
|                     | Pos. | Squadra         | Pt | G | V | N | P | GF | GS | DR |
| ------------------- | ---- | --------------- | -- | - | - | - | - | -- | -- | -- |
| Colombia (bandiera) | 1.   | América de Cali | 8  | 6 | 3 | 2 | 1 | 6  | 3  | +3 |
|                     | 2.   | Santa Fe        | 8  | 6 | 4 | 0 | 2 | 6  | 5  | +1 |
|                     | 3.   | Unión Magdalena | 7  | 6 | 3 | 1 | 2 | 10 | 7  | +3 |
|                     | 4.   | Atlético Junior | 1  | 6 | 0 | 1 | 5 | 4  | 11 | -7 |

Legenda:

         Campione di Colombia 1979 e qualificato alla Coppa Libertadores 1980
         Qualificato alla Coppa Libertadores 1980
Note:
Due punti a vittoria, uno a pareggio, zero a sconfitta.

## Statistiche

### Classifica marcatori
| Gol |  |  | Giocatore          | Squadra              |
| --- |  |  | ------------------ | -------------------- |
| 36  |  |  | Juan Irigoyén      | Millonarios          |
| 34  |  |  | Alberto Benítez    | Deportivo Cali       |
| 32  |  |  | Néstor Scotta      | Deportivo Cali       |
| 31  |  |  | Oswaldo Palavecino | Atlético Nacional    |
| 26  |  |  | Alberto Santelli   | Santa Fe             |
| 23  |  |  | Rafael Agudelo     | Atlético Bucaramanga |
| 21  |  |  | Benjamín Cardona   | Deportivo Pereira    |
| 19  |  |  | Jorge Cáceres      | América de Cali      |
| 18  |  |  | Nelson Gallego     | Varta Caldas         |
| 18  |  |  | Manuel Magán       | Cúcuta Deportivo     |